# Gymnogeophagus meridionalis
Gymnogeophagus meridionalis és una espècie de peix de la família dels cíclids i de l'ordre dels perciformes.

## Morfologia
Els mascles poden assolir els 8,8 cm de longitud total.

## Distribució geogràfica
Es troba a Sud-amèrica: conca del riu Uruguai (Uruguai i Brasil) i petits rius de la veïna Argentina.